# Kannolli, Jamkhandi
Kannolli là một làng thuộc tehsil Jamkhandi, huyện Bagalkot, bang Karnataka, Ấn Độ.